# 4334 Foo
A 4334 Foo (ideiglenes jelöléssel 1983 RO3) a Naprendszer kisbolygóövében található aszteroida. Henri Debehogne fedezte fel 1983. szeptember 2-án.